# Nazem Kadri
Nazem Kadri (ur. 6 października 1990 w London) – kanadyjski hokeista pochodzenia libańskiego.

## Kariera
- London Jr. Knights Min Midget (2005-2006)
- Kitchener Rangers (2006-2008)
- London Knights (2008-2009)
- Toronto Maple Leafs (2010-2019)
  -  Toronto Marlies (2010-2013)
- Colorado Avalanche (2019-2022)
- Calgary Flames (2022-)

W wieku juniorskich grał w lidze OHL w klubach Kitchener Rangers i London Knights. 26 czerwca 2009 roku został wybrany w drafcie NHL z numerem siódmym przez drużynę Toronto Maple Leafs. Jest pierwszym w historii muzułmaninem oraz drugim Libańczykiem, który został draftowany do ligi NHL. Od tego czasu jest zawodnikiem Klonowych Liści przekazywanym także do klubu podrzędnego Toronto Marlies. We wrześniu 2013 przedłużył kontrakt z klubem NHL o dwa lata. W połowie 2019 przeszedł do Colorado Avalanche. W sierpniu podpisał siedmioletni kontrakt z Calgary Flames.
W barwach juniorskiej kadry Kanady uczestniczył na mistrzostwach świata juniorów do lat 20 w 2010. W seniorskiej kadrze uczestniczył w turnieju mistrzostw świata 2014.

## Sukcesy

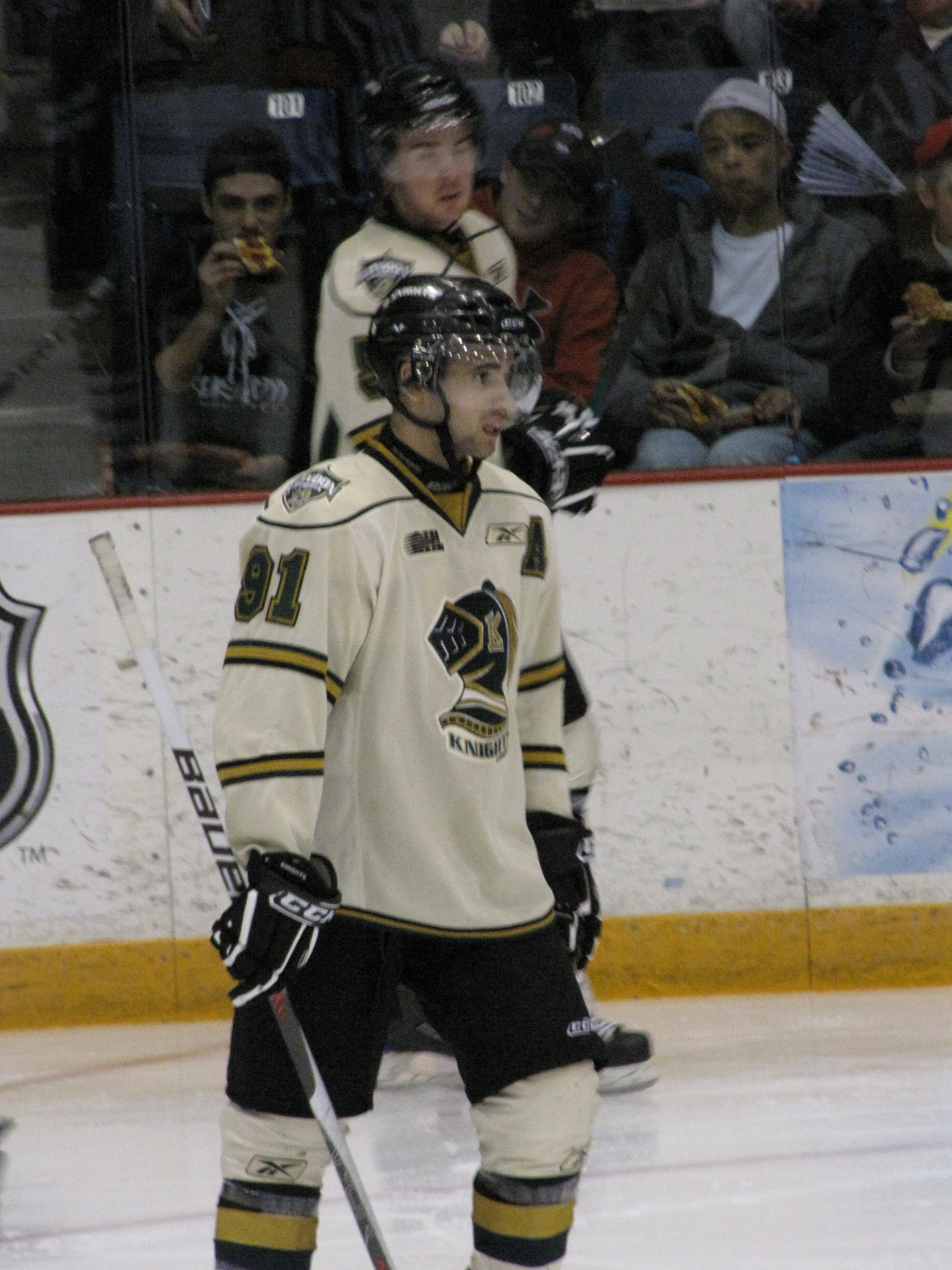
Nazem Kadri w barwach London Knights (2010)

Reprezentacyjne
- Srebrny medal mistrzostw świata juniorów do lat 20: 2010

Klubowe
- J. Ross Robertson Cup: 2008 z Kitchener Rangers
- Wayne Gretzky Trophy: 2008 z Kitchener Rangers
- Hamilton Spectator Trophy: 2008 z Kitchener Rangers
- Holody Trophy: 2008 z Kitchener Rangers, 2009, 2010 z London Knights
- Puchar Stanleya: 2022 z Colorado Avalanche

Indywidualne
- CHL (2008/2009):
  - CHL Top Prospects Game

## Statystyki kariery
| 2006/2007 | Kitchener Rangers | OHL | 62  | 7  | 15  | 22  | 30  | 9  | 0  | 2  | 2  | 4  |
| 2007/2008 | Kitchener Rangers | OHL | 68  | 25 | 40  | 65  | 57  | 20 | 9  | 17 | 26 | 26 |
| 2008/2009 | London Knights    | OHL | 56  | 25 | 53  | 78  | 31  | 14 | 9  | 12 | 21 | 22 |
| OHL       | OHL               | OHL | 186 | 57 | 108 | 165 | 138 | 43 | 18 | 31 | 49 | 52 |

GP = mecze, G = gole, A = asysty, Pkt = Punktacja kanadyjska, MIN = minuty spędzone na ławce kar